# Matrimonio precoce

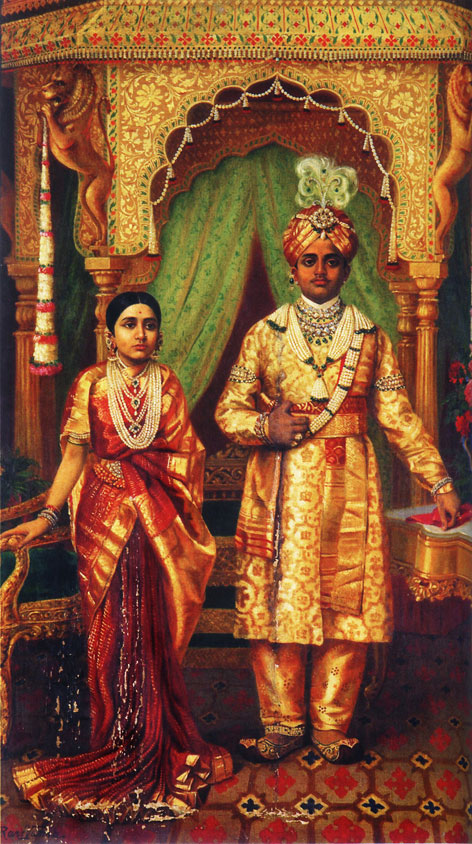
Nel 1900, Rana Prathap Kumari, di 12 anni, sposò Krishnaraja Wadiyar IV, di 16 anni. Due anni dopo, fu riconosciuto come Maharaja di Mysore sotto l'India britannica.

Il matrimonio precoce è un matrimonio o un’unione domestica, formale o informale, tra un bambino e un adulto, o tra un bambino e un altro bambino.
Sebbene l'età maggiorenne (età adulta legale) e l'età per il matrimonio siano in genere 18 anni, queste soglie possono differire nelle diverse giurisdizioni. In alcune regioni, l'età legale per il matrimonio può arrivare fino a 14 anni, e le tradizioni culturali a volte sostituiscono le disposizioni legali. Inoltre, le giurisdizioni possono consentire matrimoni di età inferiore all'età stabilita laddove esistano eccezioni specifiche, come il consenso dei genitori o del tutore, o eventi anomali, come la gravidanza adolescenziale.
La ricerca ha scoperto che i matrimoni precoci hanno molte conseguenze negative a lungo termine per le spose e gli sposi bambini. Le femmine che si sposano da bambine spesso non hanno accesso all'istruzione e alle future opportunità di carriera. È anche comune che abbiano effetti avversi sulla salute derivanti dalle prime fasi della gravidanza e del parto. Gli effetti sui bambini sposi possono includere la pressione economica di provvedere alla famiglia e vari vincoli nelle opportunità di istruzione e carriera.
Il matrimonio precoce fa parte della pratica del fidanzamento infantile, che spesso include la convivenza civile e l'approvazione del fidanzamento da parte del tribunale. Alcuni fattori che incoraggiano i matrimoni precoci includono la povertà, il prezzo della sposa, le doti, le tradizioni culturali, la pressione religiosa e sociale, i costumi regionali, la paura che il bambino rimanga celibe fino all'età adulta, l'analfabetismo e la percepita incapacità delle donne di lavorare.
La ricerca indica che un’educazione sessuale completa può prevenire i matrimoni precoci. Il tasso di matrimoni precoci può essere ridotto anche rafforzando i sistemi educativi delle comunità rurali. I programmi di sviluppo rurale che forniscono infrastrutture di base, tra cui assistenza sanitaria, acqua pulita e servizi igienico-sanitari, possono aiutare finanziariamente le famiglie.
I matrimoni precoci sono stati storicamente comuni e continuano ad essere diffusi, in particolare nelle nazioni in via di sviluppo in Africa, Asia meridionale, Sud-est asiatico, Asia occidentale, America Latina e Oceania. Tuttavia, anche le nazioni sviluppate si trovano ad affrontare questo problema. Negli Stati Uniti ad esempio, il matrimonio precoce è legale in 38 stati.
La prevalenza dei matrimoni precoci è diminuita nella maggior parte del mondo negli anni. I dati dell’UNICEF del 2018 hanno mostrato che circa il 21% delle giovani donne in tutto il mondo (di età compresa tra 20 e 24 anni) si sono sposate da bambine. Ciò mostra una diminuzione del 25% rispetto a 10 anni prima. I paesi con i più alti tassi conosciuti di matrimoni precoci erano Niger, Ciad, Mali, Bangladesh, Guinea, Repubblica Centrafricana, Mozambico e Nepal, che avevano tutti tassi superiori al 50% tra il 1998 e il 2007. Secondo studi condotti tra il 2003 e il 2009, il tasso di matrimonio delle ragazze sotto i 15 anni era superiore al 20% in Niger, Ciad, Bangladesh, Mali ed Etiopia. Ogni anno, circa 12 milioni di ragazze in tutto il mondo si sposano di età inferiore ai 18 anni.
Nel 2021, 13,3 milioni di bambini, ovvero circa il 10% di tutte le nascite globali, sono nati da madri di età inferiore ai 20 anni.

## Storia

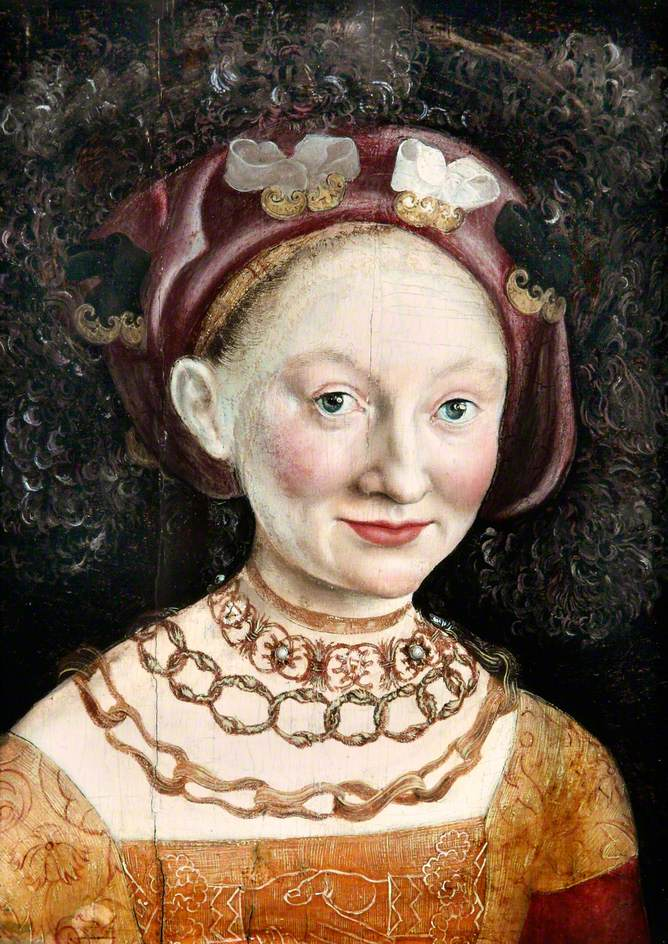
Nel 1533 la diciassettenne principessa Emilia di Sassonia fu sposata con Giorgio di Brandeburgo-Ansbach che aveva 48 anni.

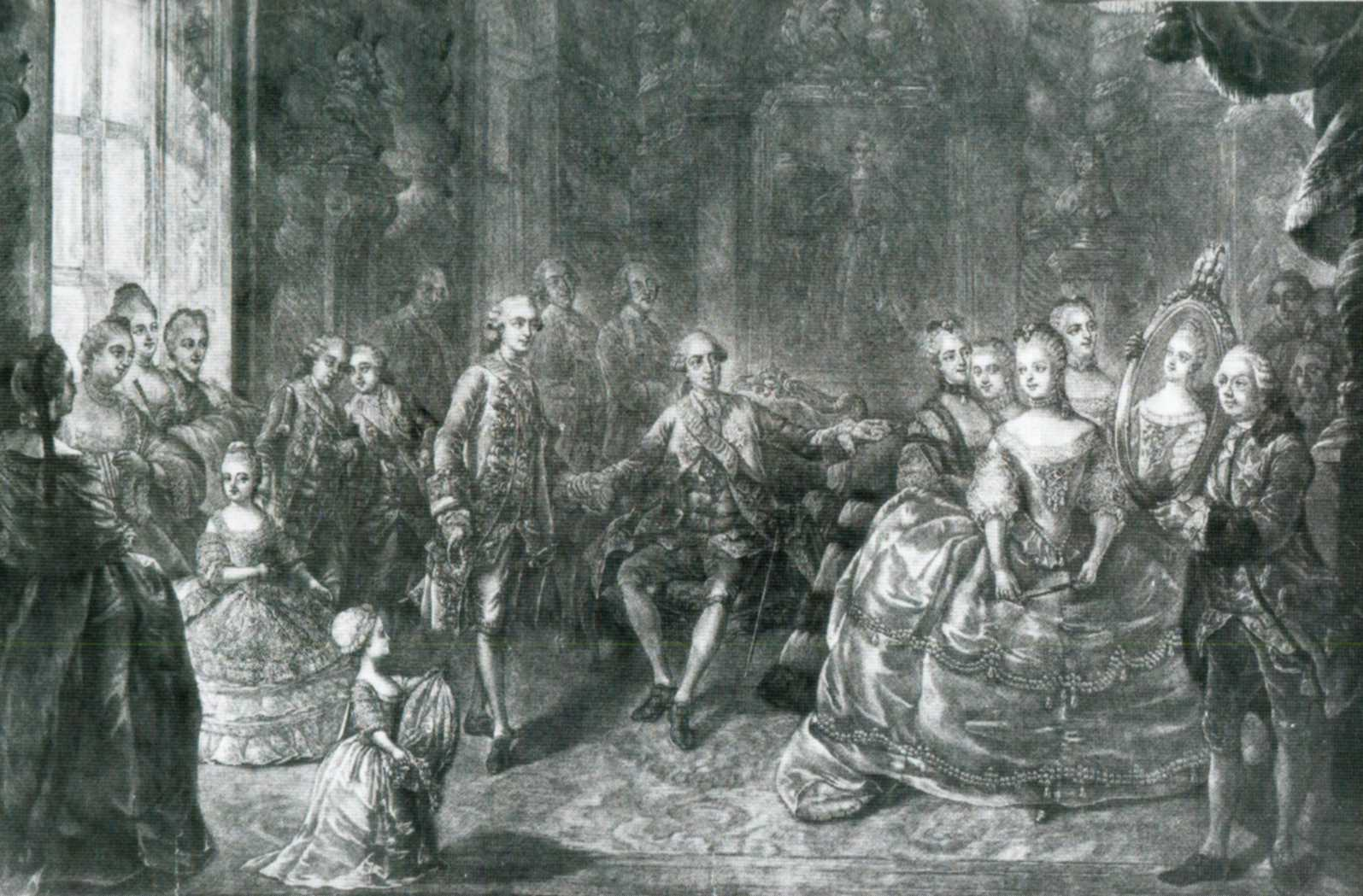
Presentazione di Maria Antonietta a Luigi XVI di Francia a Versailles, prima del loro matrimonio. Lei aveva 15 anni, lui 16 (il 16 maggio 1770).

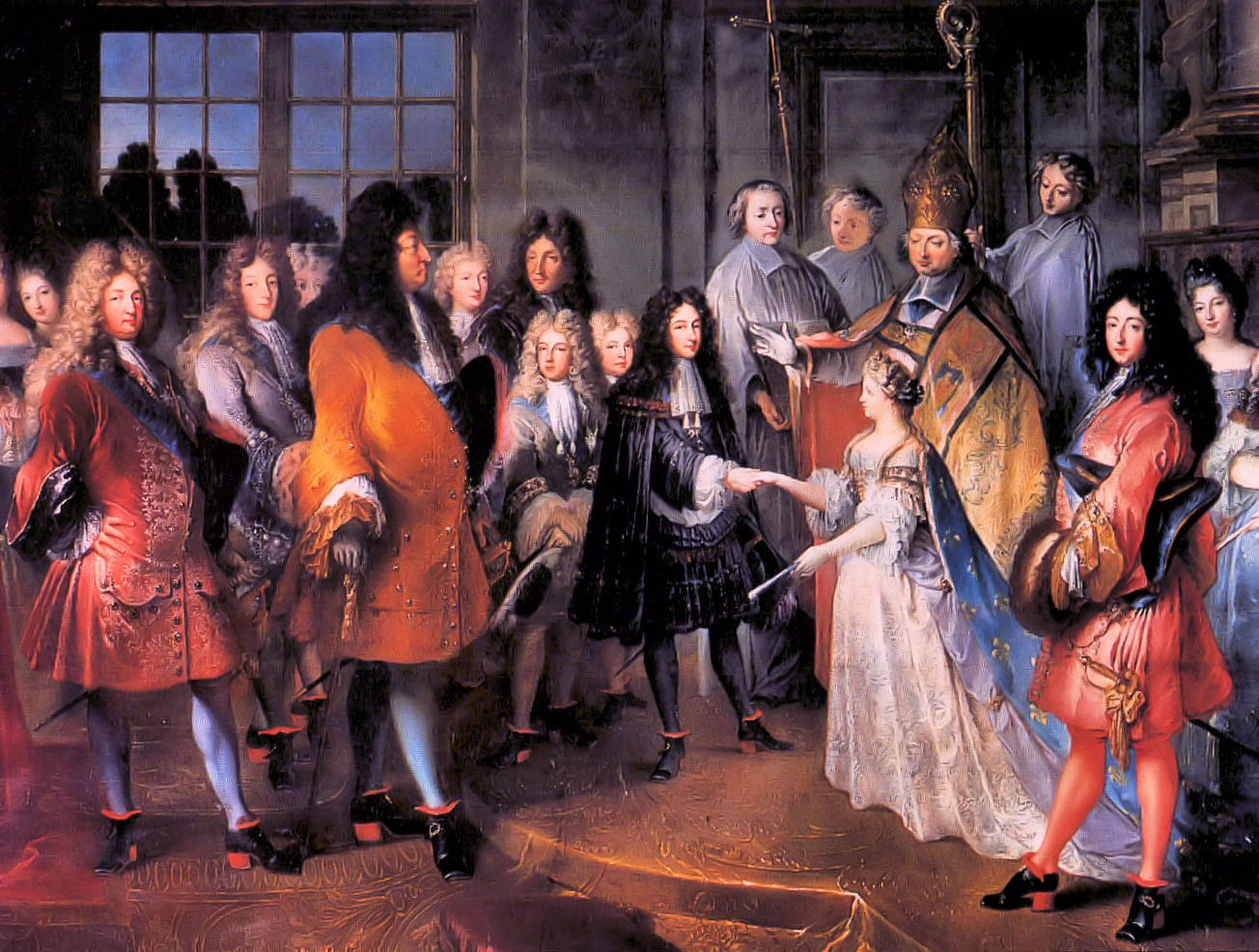
Matrimonio precoce nel 1697 di Maria Adelaide di Savoia, di 12 anni, con Luigi, erede della Francia di 15 anni. Il matrimonio creò un'alleanza politica.

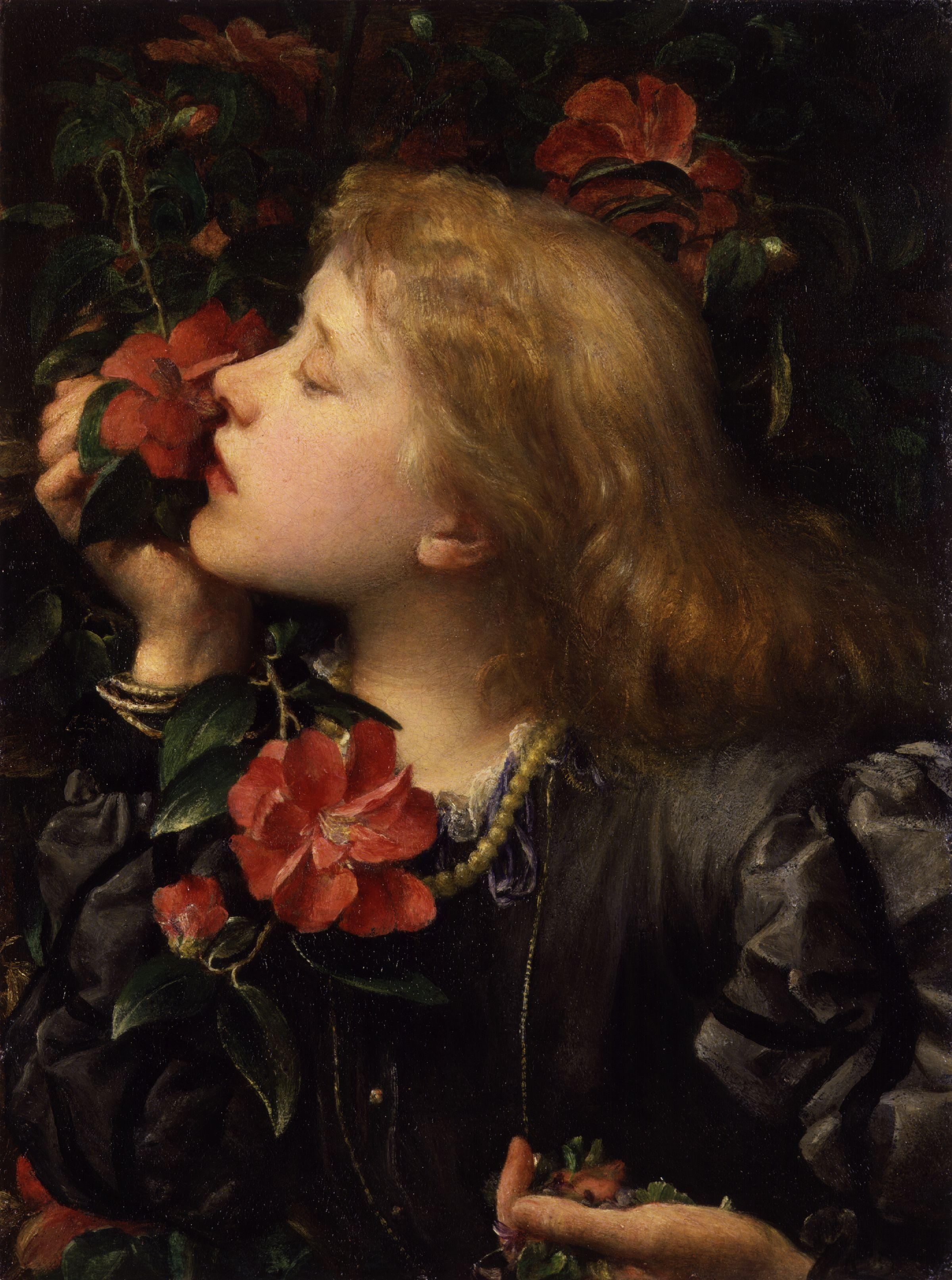
L'attrice teatrale inglese Ellen Terry si sposò all'età di 16 anni con George Frederic Watts che aveva 46 anni, un matrimonio che i suoi genitori pensavano sarebbe stato vantaggioso; in seguito disse che si sentiva a disagio nell'essere una sposa bambina.

Prima della rivoluzione industriale, le donne di tutto il mondo si sposavano spesso in tenera età, di solito subito dopo aver raggiunto la pubertà. Queste pratiche continuarono fino al XIX secolo nelle società con popolazioni in gran parte rurali. Gli uomini tendevano a sposarsi più tardi nelle società in cui ci si aspettava che una coppia sposata stabilisse una propria famiglia. Ciò incoraggiava gli uomini a rimanere non sposati finché non avessero accumulato ricchezza sufficiente per sostenere una nuova casa e sposare ragazze adolescenti.
In molte società antiche e medievali, era comune che le ragazze fossero fidanzate all'età della pubertà o anche prima. Secondo Mordechai A. Friedman, "organizzare e contrarre il matrimonio di una giovane ragazza erano prerogative indiscusse di suo padre nell'antico Israele". La maggior parte delle ragazze si sposava prima dei 15 anni, spesso all’inizio della pubertà. È stato affermato che nel Medioevo, in tutto il mondo ebraico, il matrimonio avveniva intorno alla pubertà.
Ruth Lamdan scrive: "I numerosi riferimenti al matrimonio infantile nella letteratura Responsa del XVI secolo e in altre fonti mostrano che il matrimonio infantile era così comune che era praticamente la norma. In questo contesto, è importante ricordare che in halakhah, il termine "minore" si riferisce a una bambina di età inferiore ai dodici anni e un giorno. Una bambina di dodici anni e mezzo era considerata adulta a tutti gli effetti."
Nell'antica Grecia esistevano il matrimonio precoce e la maternità adolescenziale per le ragazze e si aspettava anche che i ragazzi si sposassero durante l'adolescenza. Nell'impero romano, le ragazze si sposavano all'età di 12 anni e i ragazzi a 14 anni. Nel Medioevo, secondo le leggi civili inglesi derivate dalle leggi romane, esistevano matrimoni prima dei 16 anni. Nella Cina imperiale, il matrimonio precoce era la norma.
A differenza di altre società premoderne – e per ragioni che sono oggetto di dibattito – l’Europa nordoccidentale era caratterizzata da matrimoni relativamente tardivi sia per gli uomini che per le donne, con entrambi i sessi che comunemente ritardavano il matrimonio fino ai 25 anni o addirittura ai 30 anni. I dati disponibili per l'Inghilterra suggeriscono che questo era il caso nel XIV secolo. Il modello si rifletteva nella Common Law inglese, che fu la prima in Europa occidentale a stabilire leggi statutarie sullo stupro e l’età del consenso per il matrimonio. Nel 1275 i rapporti sessuali con ragazze sotto i 12 o i 14 anni (a seconda dell'interpretazione delle fonti) furono criminalizzati; una seconda legge con punizioni più severe per i minori di 10 anni fu emanata nel 1576. Tra la fine del XVIII e l'inizio del XIX secolo, l'amministrazione coloniale britannica introdusse limiti sull'età del matrimonio per le ragazze indù e musulmane nel subcontinente indiano.
Un medico scozzese vissuto nella Siria del XVIII secolo riferì che la gente del posto cercava di contrarre matrimoni per i propri figli in giovane età, ma il matrimonio non veniva consumato finché la ragazza "non aveva raggiunto la maggiore età". Le prove provenienti dalla Palestina del XIX secolo suggeriscono che i mariti a volte iniziavano rapporti sessuali prima che le loro mogli raggiungessero la pubertà, ma che si trattava di un evento raro, condannato socialmente e censurato dai tribunali della sharia. Scrivendo nel 1830, Edward William Lane osservò che poche ragazze egiziane rimanevano single all’età di 16 anni, ma la trasformazione socioeconomica, la riforma educativa e la modernità apportarono cambiamenti significativi. Nel 1920, meno del 10% delle donne egiziane si sposava prima dei 20 anni. Nel 1923, il parlamento egiziano fissò l'età minima per il matrimonio a 16 anni per le donne e 18 per gli uomini.

## Cause

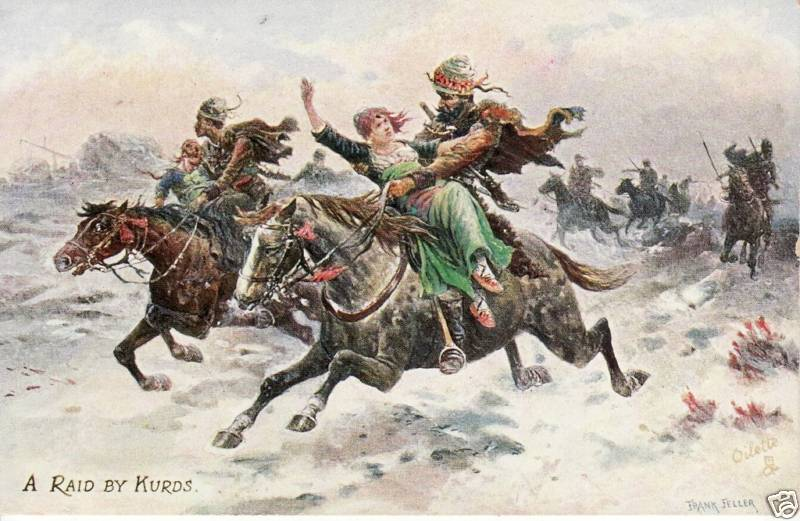
Un raid dei curdi con rapimento della sposa. Cartolina fotografica originale d'epoca, 1898.

Secondo il Fondo delle Nazioni Unite per la popolazione, i fattori che promuovono e rafforzano i matrimoni precoci includono la povertà e le strategie di sopravvivenza economica; disparità di genere; concludere accordi relativi a terreni o proprietà o risolvere controversie; controllo sulla sessualità e tutela dell'onore familiare; tradizione e cultura; e insicurezza, in particolare durante guerre, carestie o epidemie. Altri fattori includono i legami familiari in cui il matrimonio è un mezzo per consolidare potenti relazioni tra famiglie.
Il rapimento della sposa, noto anche come matrimonio per rapimento o matrimonio per cattura, è una pratica in cui un maschio rapisce la donna che desidera sposare, che in certi casi può essere minorenne. Il rapimento della sposa è stato praticato in tutto il mondo e nel corso della storia.
Nella maggior parte delle nazioni, il rapimento della sposa è considerato un crimine piuttosto che una forma valida di matrimonio. Alcuni tipi di matrimonio possono anche essere visti come rientranti nel continuum tra matrimonio forzato e matrimonio combinato. Tuttavia, anche quando la pratica è contraria alla legge, in alcune aree l’applicazione giudiziaria rimane lassista. Il rapimento della sposa avviene in varie parti del mondo, ma è più comune nel Caucaso e nell’Asia centrale. Il rapimento della sposa è spesso una forma di matrimonio precoce. Potrebbe essere collegato alla pratica del prezzo della sposa e all'incapacità o riluttanza a pagarlo.
Nel 2023, uno studio condotto dalla professoressa di sociologia dell’Università dell’Ohio Smitha Rao ha scoperto che l’aumento dei disastri ambientali legati al cambiamento climatico stava contribuendo all’aumento dei matrimoni precoci in almeno 20 paesi.

## Conseguenze
Il matrimonio precoce ha conseguenze che durano ben oltre l’adolescenza. Le donne sposate da bambine lottano con l'impatto della gravidanza in giovane età sul corpo, spesso con poca distanza tra i figli. Anche i matrimoni precoci seguiti da gravidanze adolescenziali aumentano significativamente le complicazioni alla nascita e l’isolamento sociale. Nei paesi poveri, la gravidanza precoce limita o può addirittura eliminare le opzioni educative di una donna, incidendo sulla sua indipendenza economica. Le ragazze sposate precoci hanno maggiori probabilità di subire violenza domestica, abusi sessuali su minori e stupro coniugale.

### Salute
I matrimoni precoci mettono a rischio la salute e la vita delle ragazze. Le complicazioni derivanti dalla gravidanza e dal parto rappresentano la principale causa di morte tra le adolescenti di età inferiore ai 19 anni nei paesi in via di sviluppo. Le ragazze tra i 15 e i 19 anni hanno il doppio delle probabilità di morire di parto rispetto alle donne adulte di 20 anni, e le ragazze sotto i 15 anni hanno da cinque a sette volte più probabilità di morire durante il parto. Queste conseguenze sono dovute in gran parte all'immaturità fisica delle ragazze per cui il bacino e il canale del parto non sono completamente sviluppati. La gravidanza adolescenziale, in particolare al di sotto dei 15 anni, aumenta il rischio di sviluppare una fistola ostetrica, poiché le loro pelvi più piccole le rendono inclini a un travaglio ostruito. Le ragazze che partoriscono prima dei 15 anni hanno un rischio dell'88% di sviluppare una fistola, e quelle tra i 18 e i 15 anni hanno una probabilità del 25%. Le fistole possono causare incontinenza urinaria o fecale che causa complicazioni permanenti con infezioni e dolore. A meno che non vengano riparate chirurgicamente, le fistole ostetriche (soluzioni di continuità tra il tratto urinario e la vagina o tra l'apparato digerente e la vagina) possono causare anni di disabilità permanente e vergogna alle madri, e possono portare a essere evitate dalla comunità. Le ragazze sposate hanno anche un rischio maggiore di infezioni trasmesse sessualmente, cancro cervicale e malaria rispetto alle coetanee non sposate o alle ragazze che si sposano prima dei vent'anni.
Anche i matrimoni precoci mettono a rischio la vita dei figli. Le madri di età inferiore ai 18 anni hanno un rischio maggiore dal 35 al 55% di partorire pretermine o di avere un bambino con basso peso alla nascita rispetto a una madre di 19 o 20 anni. Inoltre, i tassi di mortalità infantile sono più alti del 60% quando la madre ha meno di 18 anni. I neonati nati da madri bambine tendono ad avere un sistema immunitario più debole e ad affrontare un rischio maggiore di malnutrizione.
La prevalenza dei matrimoni precoci può anche essere associata a tassi più elevati di crescita della popolazione, a più casi di bambini rimasti orfani e alla diffusione accelerata delle malattie che per molti si traduce in una povertà prolungata.

### Analfabetismo e povertà
I matrimoni precoci spesso mettono fine all’istruzione di una ragazza, in particolare nei paesi poveri dove i matrimoni precoci sono comuni. Inoltre, le ragazze non istruite sono maggiormente a rischio di matrimoni precoci. Le ragazze che hanno solo un’istruzione primaria hanno il doppio delle probabilità di sposarsi prima dei 18 anni rispetto a quelle con un’istruzione secondaria o superiore, e le ragazze senza istruzione hanno tre volte più probabilità di sposarsi prima dei 18 anni rispetto a quelle con un’istruzione secondaria. Il matrimonio precoce impedisce alle ragazze di continuare gli studi poiché la maggior parte abbandona la scuola dopo il matrimonio per concentrare la propria attenzione sui doveri domestici e sull'avere o allevare figli. Le ragazze possono essere ritirate dagli anni scolastici prima di sposarsi a causa della convinzione familiare o comunitaria secondo cui non è necessario stanziare risorse per l'istruzione delle ragazze, dato che i loro ruoli primari saranno quelli di moglie e madre. Senza istruzione, le ragazze e le donne adulte hanno meno opportunità di guadagnare un reddito e provvedere finanziariamente a se stesse e ai propri figli. Ciò rende le ragazze più vulnerabili alla povertà persistente se i loro coniugi muoiono, le abbandonano o divorziano. Dato che le ragazze sposate precoci sono spesso molto più giovani dei loro mariti, rimangono vedove prima nella vita e possono affrontare sfide economiche e sociali per una parte maggiore della loro vita rispetto alle donne che si sposano più tardi.

### Violenza domestica
Le ragazze adolescenti sposate con bassi livelli di istruzione corrono un rischio maggiore di isolamento sociale e violenza domestica rispetto alle donne più istruite che si sposano da adulte. Dopo il matrimonio, le ragazze spesso si trasferiscono a casa del marito e assumono il ruolo domestico di moglie, che spesso comporta il trasferimento in un altro villaggio o area. Questa transizione può comportare l’abbandono della scuola da parte di una ragazza, l’allontanamento dalla famiglia e dagli amici e la perdita del sostegno sociale che aveva una volta. La famiglia di un marito può anche avere aspettative più elevate nei confronti della sottomissione della ragazza al marito e alla sua famiglia a causa della sua giovinezza. Questo senso di isolamento da un sistema di supporto può avere gravi implicazioni sulla salute mentale, inclusa la depressione.
Le grandi differenze di età tra la figlia e il coniuge la rendono più vulnerabile alla violenza domestica e allo stupro coniugale. Le ragazze che si sposano da bambine affrontano tassi di violenza coniugale grave e pericolosa per la vita. I mariti nei matrimoni precoci hanno spesso più di dieci anni in più delle loro mogli. Ciò può aumentare il potere e il controllo che un marito ha sulla moglie e contribuire alla prevalenza della violenza coniugale. Il matrimonio precoce mette le ragazze nella situazione vulnerabile di essere completamente dipendenti dal marito. La violenza domestica e sessuale da parte dei mariti ha conseguenze devastanti e permanenti sulla salute mentale delle ragazze perché si trovano in una fase formativa di sviluppo psicologico. Queste conseguenze sulla salute mentale della violenza coniugale possono includere depressione e pensieri suicidi. Le spose bambine, in particolare in situazioni come vani, devono affrontare anche isolamento sociale, abusi emotivi e discriminazioni nelle case dei loro mariti e suoceri.

### Diritti delle donne

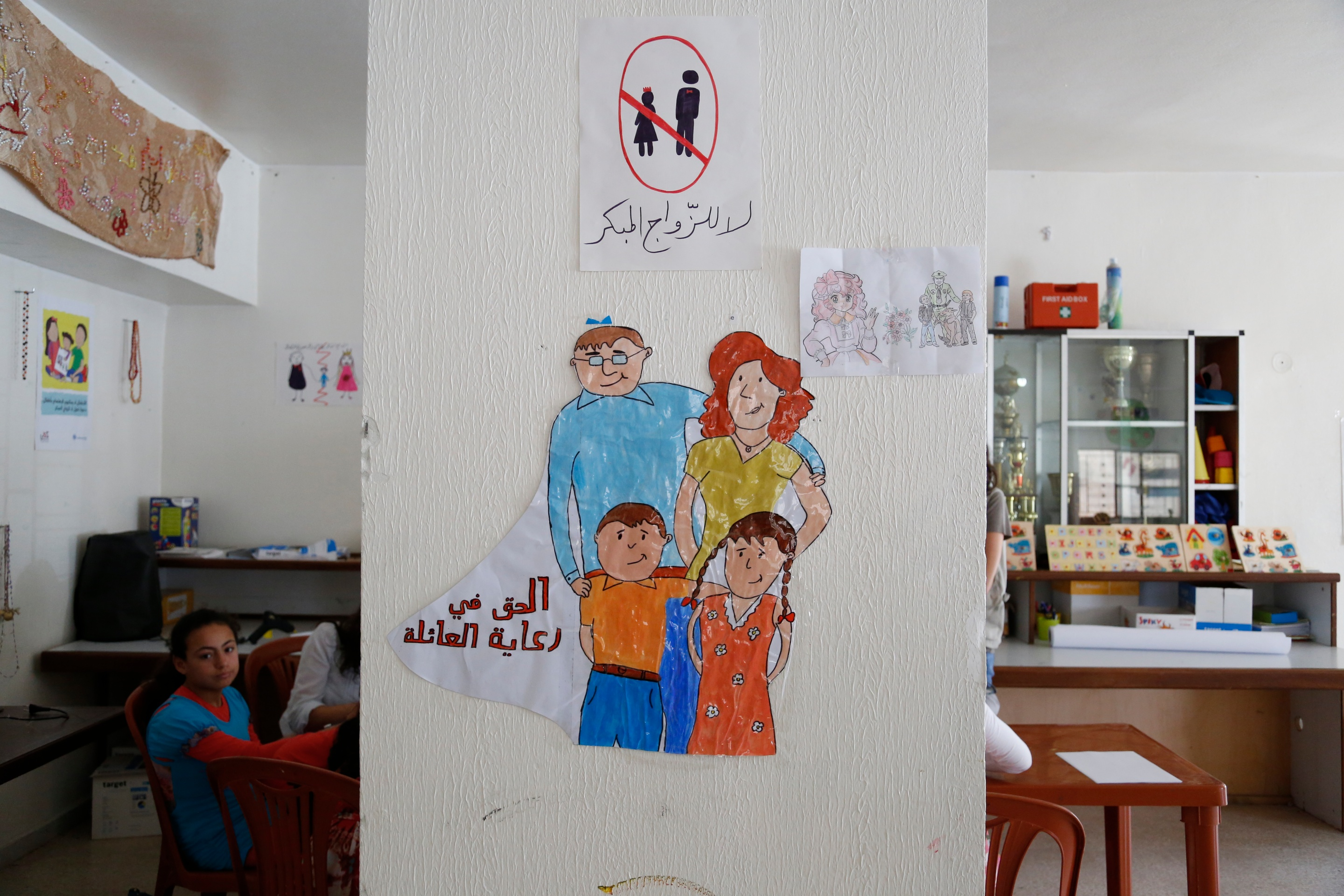
I disegni di giovani ragazze rifugiate siriane in un centro comunitario nel sud del Libano promuovono la prevenzione dei matrimoni precoci.

Le Nazioni Unite, attraverso una serie di convenzioni, hanno dichiarato i matrimoni precoci una violazione dei diritti umani. La Convenzione sull'eliminazione di ogni forma di discriminazione della donna (CEDAW), il Comitato sui diritti dell’infanzia (CRC) e la Dichiarazione universale dei diritti umani costituiscono lo standard internazionale contro i matrimoni precoci. L'impatto dei matrimoni precoci viola una serie di diritti interconnessi delle donne, quali l'uguaglianza in base al sesso e all'età, il diritto a ricevere il più alto livello di salute raggiungibile, la libertà dalla schiavitù, l'accesso all'istruzione, la libertà di movimento, la libertà dalla violenza, diritti riproduttivi e il diritto al matrimonio consensuale.

### Sviluppo
Gli alti tassi di matrimoni precoci hanno un impatto negativo sullo sviluppo economico dei paesi a causa dell’impatto dei matrimoni precoci sull’istruzione delle ragazze e sulla partecipazione al mercato del lavoro. Alcuni ricercatori e attivisti notano che alti tassi di matrimoni precoci impediscono progressi significativi verso ciascuno degli otto Obiettivi di sviluppo del Millennio e gli sforzi globali per ridurre la povertà a causa dei suoi effetti sul livello di istruzione, sulla partecipazione economica e politica e sulla salute.
Un rapporto pubblicato dall'UNICEF Nepal ha rilevato che i matrimoni precoci hanno un impatto sullo sviluppo del Nepal a causa della perdita di produttività, povertà ed effetti sulla salute. Utilizzando i dati del Nepal Multi-Indicator Survey, i ricercatori stimano che tutte le ragazze che ritardano il matrimonio fino ai 20 anni e oltre aumenterebbero il flusso di cassa tra le donne nepalesi per un importo pari al 3,87% del PIL del paese. Le loro stime consideravano la diminuzione dell'istruzione e dell'occupazione tra le ragazze sposate precoci, oltre ai bassi tassi di istruzione e agli alti tassi di povertà tra i bambini nati da matrimoni precoci.

## Prevenzione

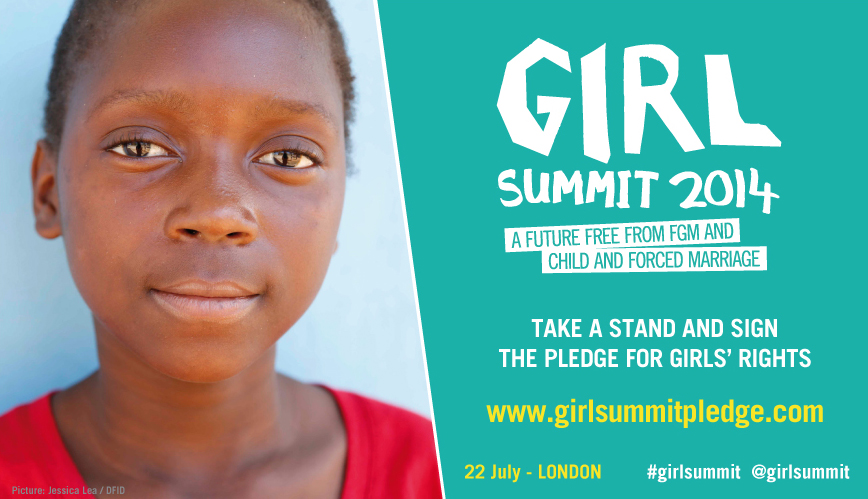
Manifesto contro il matrimonio infantile e forzato

Il matrimonio precoce è sempre un matrimonio forzato, secondo l’Alto commissariato delle Nazioni Unite per i diritti umani (OHCHR), perché i bambini non possono dare il pieno consenso informato al matrimonio. Molte organizzazioni offrono modi per aiutare a prevenire i matrimoni precoci e i matrimoni forzati.

### Per i bambini
Il matrimonio precoce è illegale in molti luoghi; tuttavia, i bambini costretti a sposarsi non hanno infranto la legge. Esistono organizzazioni che offrono aiuto, come alloggio e assistenza legale, ai bambini che cercano di fuggire o di impedire un matrimonio.

#### Negli Stati Uniti
Un bambino che è stato costretto a sposarsi non ha infranto alcuna legge negli Stati Uniti e non è colpevole. Il governo è contrario ai matrimoni precoci e offre aiuto legale e servizi sociali ai bambini costretti a sposarsi. I bambini che hanno bisogno di prevenire o abbandonare un matrimonio forzato possono chiamare la National Domestic Violence Hotline, un servizio riservato 24 ore su 24 per sopravvissuti, vittime e persone colpite da violenza domestica, violenza da parte del partner e abuso relazionale. I sostenitori sono disponibili al numero 1-800-799-SAFE (7233) e tramite chat online su www.TheHotline.org. Tutte le chiamate sono gratuite e confidenziali.

### Sierra Leone
Dal luglio 2024 la Sierra Leone vieta i matrimoni precoci. I trasgressori rischiano fino a 15 anni di carcere o una multa di circa 4.000 dollari, o entrambi. I testimoni di questi matrimoni rischiano anche il carcere o una multa..

#### In Europa
Nel Regno Unito, quando si fa qualcosa per far sposare qualcuno prima che compia 18 anni, il governo lo considera un matrimonio forzato, che non è un matrimonio legale. Forced Marriage Unit (un'unità congiunta dell'Ufficio Esteri, del Commonwealth e dello Sviluppo (FCDO) e del Ministero degli Interni) offre aiuto ai bambini che affrontano un matrimonio forzato.
Nei Paesi Bassi, l'età minima per sposarsi è 18 anni. Costringere qualcuno a sposarsi è illegale, anche se il matrimonio è avvenuto al di fuori dei Paesi Bassi. I bambini che sono stati costretti a sposarsi possono contattare il Centro Nazionale di Competenza sui Matrimoni Forzati e l'Abbandono per chiedere aiuto.

### Iniziative internazionali
Nel dicembre 2011 una risoluzione adottata dall’Assemblea generale delle Nazioni Unite (A/RES/66/170) ha designato l’11 ottobre come Giornata internazionale delle bambine. L'11 ottobre 2012 si è tenuta la prima Giornata internazionale delle bambine, il cui tema era porre fine ai matrimoni precoci.
Nel 2013 è stata adottata la prima risoluzione del Consiglio per i diritti umani delle Nazioni Unite contro i matrimoni infantili, precoci e forzati; riconosce il matrimonio precoce come una violazione dei diritti umani e si impegna a eliminare la pratica come parte dell’agenda di sviluppo globale delle Nazioni Unite post-2015.
Nel 2014 la Commissione delle Nazioni Unite sullo status delle donne ha pubblicato un documento in cui ha concordato, tra le altre cose, di eliminare i matrimoni precoci.
L’Organizzazione Mondiale della Sanità raccomanda di aumentare il livello di istruzione delle ragazze, di rafforzare le strutture di applicazione delle leggi esistenti sull’età minima per il matrimonio e di informare i genitori nelle comunità praticanti dei rischi associati come metodi principali per prevenire i matrimoni precoci.
I programmi per prevenire i matrimoni precoci hanno adottato diversi approcci. Varie iniziative hanno mirato a dare potere alle ragazze, educare i genitori sui rischi associati, cambiare la percezione della comunità, sostenere l'istruzione delle ragazze e fornire opportunità economiche alle ragazze e alle loro famiglie attraverso mezzi diversi dal matrimonio. Da un’indagine condotta su una serie di programmi di prevenzione è emerso che le iniziative erano più efficaci quando combinavano gli sforzi per affrontare i vincoli finanziari, l’istruzione e la limitata occupazione delle donne.
Le ragazze delle famiglie che partecipano a un programma di trasferimento di denaro incondizionato in Malawi volto a incentivare l'istruzione delle ragazze si sono sposate e hanno avuto figli più tardi rispetto ai loro coetanei che non avevano partecipato al programma. I valutatori ritengono che ciò dimostri che i bisogni economici della famiglia hanno fortemente influenzato l'attrattiva dei matrimoni precoci in questa comunità. Pertanto, la riduzione delle pressioni finanziarie sulla famiglia ha diminuito le motivazioni economiche per far sposare le figlie in giovane età.
Il governo dello Stato di Haryana in India ha gestito un programma in cui alle famiglie povere veniva concesso un incentivo finanziario se lasciavano le figlie a scuola e non sposate fino all’età di 18 anni. Le ragazze delle famiglie idonee al programma avevano meno probabilità di sposarsi prima dei 18 anni rispetto ai loro coetanei.
Un programma simile è stato portato avanti nel 2004 dal Population Council e dal governo regionale nella regione rurale di Amhara in Etiopia. Le famiglie ricevevano denaro se le loro figlie rimanevano a scuola e non si sposavano durante i due anni del programma. Hanno anche istituito programmi di tutoraggio, formazione sui mezzi di sostentamento, conversazioni comunitarie sull'istruzione delle ragazze e sui matrimoni precoci e hanno fornito materiale scolastico alle ragazze. Dopo il programma biennale, le ragazze appartenenti a famiglie idonee al programma avevano tre volte più probabilità di andare a scuola e un decimo di probabilità di sposarsi rispetto ai loro coetanei.
La Campagna Globale per la Prevenzione dei Matrimoni Precoci (GCPCM) è stata lanciata nel marzo 2019. Il suo obiettivo principale è aumentare la consapevolezza e affrontare il problema dei matrimoni precoci nel mondo.
Altri programmi hanno affrontato il matrimonio precoce in modo meno diretto attraverso una varietà di programmi relativi all'emancipazione delle ragazze, all'istruzione, alla salute sessuale e riproduttiva, all'alfabetizzazione finanziaria, alle abilità di vita, alle capacità di comunicazione e alla mobilitazione della comunità.
Nel 2018, l'Ente delle Nazioni Unite per l'uguaglianza di genere e l'empowerment femminile ha annunciato che Jaha Dukureh avrebbe ricoperto il ruolo di Ambasciatore di buona volontà in Africa per aiutare a organizzare la prevenzione dei matrimoni precoci.

#### Analisi del punto critico
I ricercatori del Centro Internazionale per la Ricerca sulle Donne hanno scoperto che in alcune comunità i tassi di matrimoni precoci aumentano in modo significativo quando le ragazze raggiungono una determinata età. Questo “punto di svolta”, ovvero l’età in cui i tassi di matrimonio aumentano drasticamente, può verificarsi anni prima dell’età media del matrimonio. Pertanto, i ricercatori sostengono che i programmi di prevenzione dovrebbero concentrare la loro programmazione sulle ragazze che si trovano prima del punto critico piuttosto che solo sulle ragazze che si sposano prima di raggiungere l’età media per il matrimonio.